# سالا، فنلاند
سالا، فنلاند (سامی ایناری: Kyelijävri) در فنلاند، واقع در لاپلند است. این شهر ۳۴۲۹ نفر (۳۱ مارس ۲۰۲۱) جمعیت دارد و مساحتی معادل ۵۸۷۳٫۰۸ کیلومتر مربع (۲۲۶۷٫۶۱ مایل مربع) دارد که ۱۴۲٫۷۳ کیلومتر مربع (۵۵٫۱۱ مایل مربع) آب است.

## تاریخ
سالا در لاپلند شرقی است و به عنوان یک منطقه مرزی تحت تأثیر جنگ جهانی دوم قرار گرفت. نیروهای ارتش سرخ به فنلاند و سالا در طول جنگ زمستانی حمله کردند اما توسط نیروی زمینی فنلاند متوقف شدند (نبرد سالا را ببینید). بخش‌هایی از شهر پس از جنگ به اتحاد جماهیر شوروی واگذار شد. بخش واگذار شده را گاهی «سالای قدیم» یا «وانها سالا» می‌نامند. در طول جنگ ادامه، شهر قدیمی سالا در سمت مرز شوروی قرار داشت. سپاه XXXVI آلمان در عملیاتی با نام رمز عملیات پولارفوکس به مواضع شوروی حمله کرد. با کمک لشکر ۶ فنلاند توانست تمام مناطق واگذار شده را اشغال کند. در پایان جنگ، نیروهای آلمانی در نبرد لاپلند توسط سربازان فنلاند از لاپلند بیرون رانده شدند.